# Непер, Джон
Джон Не́пер (англ. John Napier ['neɪpɪə]; 1550—1617) — шотландский математик, один из изобретателей логарифмов, первый публикатор логарифмических таблиц, астроном. 8-й лэрд Мерчистона из клана Непер.

## Биография
Подробности жизни учёного известны главным образом из книги «Биография Джона Непера из Мерчистона, его родословная, жизнь и время, с историей изобретения логарифмов», написанной его потомком Марком Непером (1798—1879).
6-й лэрд Александр Непер, дед учёного, погиб в битве при Пинки (1547 год), и замок перешёл к его старшему сыну, 14-летнему Арчибальду (1534—1608). Спустя два года Арчибальд Непер женился на Дженет Босуэлл (Janet Bothwell). Их сын Джон Непер появился на свет в 1550 году в родовом замке Мерчистон, который его предки воздвигли в XV веке. Замок (строго говоря, башня) защищал юго-западные окрестности Эдинбурга. После Джона в семье родились ещё двое детей: младший сын Фрэнсис и дочь Дженет. Отец Арчибальд был образованным человеком, хорошо знал латынь, с 1576 года руководил финансами Шотландии (в должности «мастер Монетного двора»).

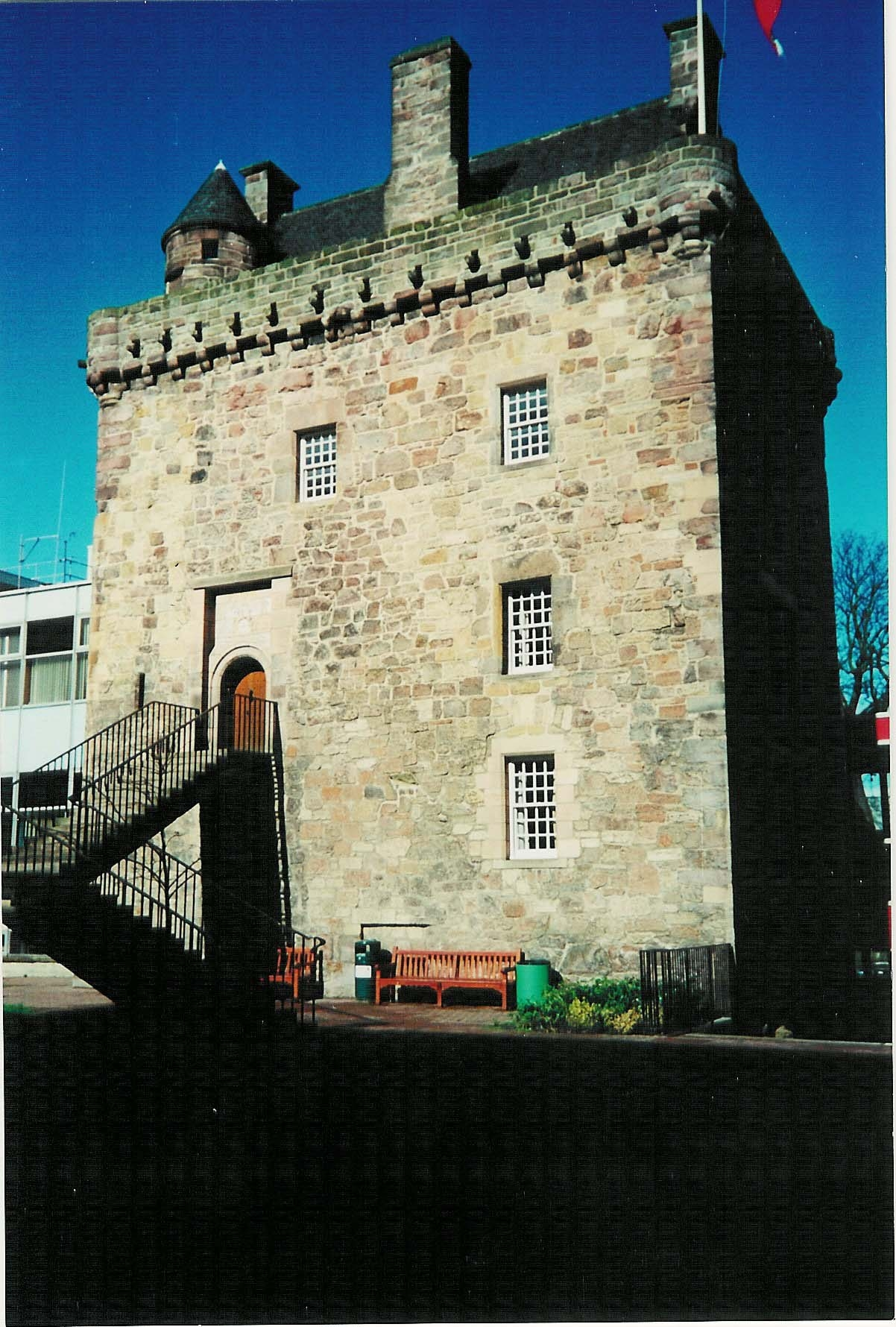
Мерчистон, родовой замок Джона Непера

В декабре 1563 года неожиданно умерла мать, Дженет Непер. Отец решил отправить 13-летнего Джона в Сент-Эндрюсский университет. В этот период Непер совершил путешествие по Германии, Франции и, возможно, Италии. Историки предполагают, что в ходе путешествия Непер продолжал своё обучение, в частности, он мог общаться с такими крупными учёными, как Симон Стевин, Франсуа Виет и Михаэль Штифель.
Непер вернулся на родину в 1571 году, поселился в своем родном замке и затем уже никогда не оставлял Шотландии. В 1572 году он женился на Элизабет Стирлинг, у них родились сын Арчибальд и дочь Джоан. В 1579 году Элизабет умерла, и Непер женился вторично на её троюродной сестре Агнес. Во втором браке у него родились десять детей: пять сыновей и пять дочерей.
Как раз в этот период (1560 год) в Шотландии после ожесточённой борьбы совершилась протестантская Реформация. Страна переживала религиозный подъём, противостоя одновременно попыткам католической реставрации и давлению соседней англиканской церкви. Непер, искренне верующий пуританин, посвящал всё своё время занятиям богословием, астрологией и связанными с последней математическими расчётами. По его собственным словам, истолкование библейских пророчеств всегда составляло главный предмет его занятий, математика же служила для него только отдыхом.
Тем не менее Непер вошёл в историю как изобретатель замечательного вычислительного инструмента — логарифмов. Это открытие вызвало гигантское облегчение труда вычислителя. Кроме того, оно привело к появлению новой трансцендентной функции и показало пример решения дифференциального уравнения. Лаплас говорил, что Непер своим изобретением «продлил жизнь астрономов», упростив и ускорив их вычисления.
В 1588 году Джон Непер был избран делегатом шотландского парламента (Генерального Собрания) от эдинбургской пресвитерианской общины.
В начале 1617 года Непер тяжело заболел и 4 апреля скончался.

## Открытие логарифмов

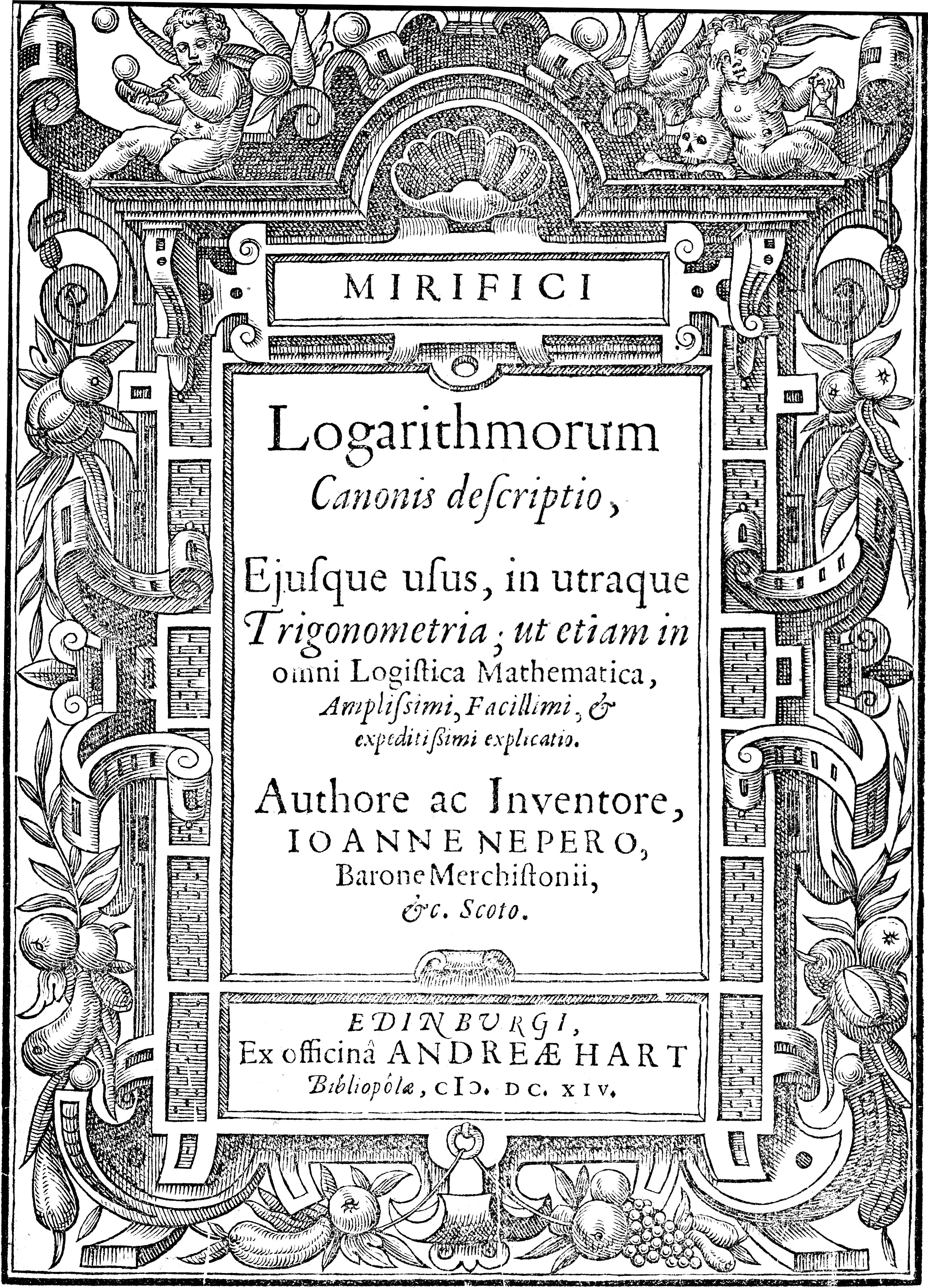
Титульный лист «Описания удивительной таблицы логарифмов», первоиздание (1614)

Потребность в сложных расчётах в XVI веке быстро росла. Значительная часть трудностей была связана с умножением и делением многозначных чисел. В ходе тригонометрических расчётов Неперу пришла в голову идея: заменить трудоёмкое умножение на простое сложение, сопоставив с помощью специальных таблиц геометрическую и арифметическую прогрессии, при этом геометрическая будет исходной. Тогда и деление автоматически заменяется на неизмеримо более простое и надёжное вычитание.
Можно с большой вероятностью предполагать, что Непер был знаком с книгой «Arithmetica integra» Михаэля Штифеля, в которой нашла своё выражение идея логарифма: сопоставить умножению в одной шкале (базовой) сложение в другой шкале (логарифмической). Штифель, впрочем, не приложил серьёзных усилий для реализации своей идеи.
В 1614 году Непер опубликовал в Эдинбурге сочинение под названием «Описание удивительной таблицы логарифмов» (лат. Mirifici Logarithmorum Canonis Descriptio, 56 страниц текста и 90 страниц таблиц). Там было краткое описание логарифмов и их свойств, а также семизначные таблицы логарифмов синусов, косинусов и тангенсов для углов от 0° до 90°, с шагом 1′. Немного позже и независимо от Непера таблицу логарифмов опубликовал швейцарский математик Йост Бюрги, однако таблицы Непера были практичнее и удобнее в пользовании.
В предисловии к этой книге Непер писал:

Убедившись в том, что нет ничего другого… что вызывало бы бо́льшие трудности в математической практике, а также мешало и досаждало бы вычислителям, чем умножение, деление, извлечение квадратных и кубических корней, каковые операции помимо утомительной траты времени являются основным источником многочисленных ошибок, я начал размышлять над тем, каким надёжным и лёгким способом я мог бы устранить эти препятствия. И, обдумывая различные средства, пригодные для достижения этой цели, я, наконец, нашёл замечательные короткие правила, которыми можно будет пользоваться в дальнейшем. Среди всех этих правил нет более полезных, чем те, что… исключают из вычислений числа, которые должны быть перемножены, разделены или превращены в корни, и на их месте ставят другие числа, с помощью которых все вычисления выполняются только сложением, вычитанием или делением на два или три.

Сочинение Непера разделено на 2 книги, из которых первая посвящена логарифмам, а вторая — плоской и сферической тригонометрии, причём вторая часть одновременно служит практическим пособием по первой. Более развёрнутое описание содержалось в другом труде, изданном посмертно его сыном; там же Непер пояснил, как он составлял свои таблицы. Понятия функции тогда ещё не было, и Непер определил логарифм кинематически, сопоставив равномерное и логарифмически замедленное движение. В современной записи модель Непера можно изобразить дифференциальным уравнением dx/x = −dy/M, где M — масштабный множитель, введённый для того, чтобы значение получилось целым числом с нужным количеством знаков (десятичные дроби тогда ещё не нашли широкого применения). Непер взял M = 10 000 000.

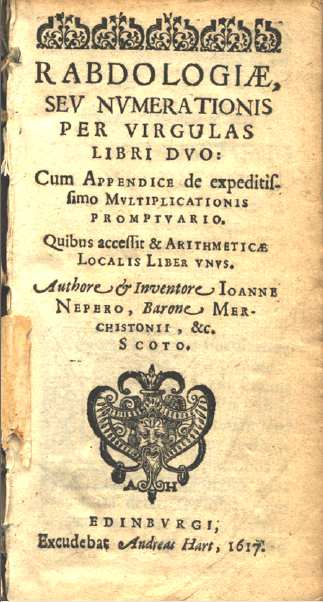
Титульный лист «Рабдологии», 1617

Строго говоря, Непер табулировал не ту функцию, которая сейчас называется логарифмом. Если обозначить его функцию LogNap(x), то она связана с натуральным логарифмом (ln) следующим образом:
{\displaystyle \operatorname {LogNap} (x)=M\times {\big (}\ln(M)-\ln(x){\big )}.}
Очевидно, LogNap(M) = 0, то есть логарифм «полного синуса» есть нуль — этого и добивался Непер своим определением. LogNap(0) = ∞.
Основное свойство логарифма Непера: если величины образуют геометрическую прогрессию, то их логарифмы образуют прогрессию арифметическую. Однако правила логарифмирования для неперовой функции отличались от правил для современного логарифма, например
LogNap(ab) = LogNap(a) + LogNap(b) − LogNap(1).
Все значения таблицы Непера, как оказалось, содержали вычислительную ошибку после шестого знака. Однако это не помешало новой методике вычислений получить широчайшую популярность, составлением и уточнением логарифмических таблиц занялись многие европейские математики, включая Кеплера. Книга Непера переиздавалась 5 раз и была переведена на многие языки мира.
В 1615 году Непера посетил оксфордский профессор математики Генри Бригс. Непер уже был болен, поэтому не смог усовершенствовать свои таблицы, однако дал Бригсу рекомендации видоизменить определение логарифма, приблизив его к современному. Бригс опубликовал свои таблицы в год смерти Непера (1617). Они уже включали десятичные, а не натуральные, логарифмы, и не только синусов, но и самих чисел (от 1 до 1000, с 14 знаками). Логарифм единицы теперь, как положено, был равен нулю. Но и в таблицах Бригса обнаружились ошибки. Первое безошибочное издание на основе таблиц Георга Веги появилось только в 1857 году в Берлине (таблицы Бремикера).
В 1620-е годы Эдмунд Уингейт и Уильям Отред изобрели первую логарифмическую линейку, до появления карманных калькуляторов — незаменимый инструмент инженера.
Современное определение логарифмирования — как операции, обратной возведению в степень — впервые появилось у Валлиса и Иоганна Бернулли, а окончательно было узаконено Эйлером в XVIII веке. Эйлеру принадлежит и заслуга распространения логарифмической функции на комплексную область.

## Другие области деятельности
Немалую популярность получил придуманный Непером оригинальный прибор для быстрого умножения — палочки Непера. Важным вкладом в сферическую тригонометрию стали открытые им «формулы аналогии Непера». В указанном выше сочинении 1614 года Непер сформулировал метод упрощённого получения всех основных соотношений в прямоугольном сферическом треугольнике, математически обоснованный в 1765 году с помощью звёздчатого пятиугольника Ламбертом и ныне известный в сферической тригонометрии как мнемоническое правило Непера. Непер изобрёл также гидравлический винтовой насос оригинальной конструкции для выкачивания воды из угольных шахт, который запатентовал в 1597 году.
Помимо математики, Непер занимался астрономией, астрологией и богословием. Его толкование Апокалипсиса: «Простое объяснение всех откровений св. Иоанна» (англ. A plaine discovery of the whole revelation of S. John etc.) вышло в Эдинбурге, в 1593 году (последнее издание при жизни автора — Лондон, 1611). Оно написано в математической форме, то есть с разделением содержания на теоремы и доказательства. В частности, 26-я теорема утверждала, что папа есть Антихрист, 36-я — что упоминаемая в Апокалипсисе саранча означает турок и арабов. Конец света, как доказал автор, должен иметь место между 1688 и 1700 годами. Книга имела несравненно больший успех, чем все научные произведения автора. Появилось несколько её переводов в Германии, а французский, изданный в протестантской тогда Ла-Рошели, выдержал два издания (в 1662 и 1665 годах). В Англии после смерти Непера вышло ещё несколько изданий этой работы.

## Память
В честь Джона Непера названы:
- Кратер на Луне;
- астероид 7096 Непер (1992 год);
- палочки Непера;
- число e, иногда называемое «неперовым числом»;
- формулы аналогии Непера;
- мнемоническое правило Непера;
- логарифмическая безразмерная единица, измеряющая отношение двух величин (см. Непер);
- Эдинбургский университет имени Непера.

## Труды
- (1593) Простое объяснение всех откровений св. Иоанна (A Plaine Discovery of the Whole Revelation of St. John). Толкование Апокалипсиса.
- (1614) Описание удивительной таблицы логарифмов (Mirifici logarithmorum canonis descriptio Архивная копия от 26 января 2016 на Wayback Machine). В 1616 году переведена на английский. Кроме логарифмов, трактат содержит описание тригонометрических открытий Непера, включая мнемоническое правило Непера и формулы аналогии Непера.
- (1617) Рабдология (Rabdologiæ seu Numerationis per Virgulas libri duo Архивная копия от 3 августа 2020 на Wayback Machine). Этот и следующий труд изданы посмертно сыном Непера, Робертом. В «Рабдологии» описаны несколько изобретений, облегчающих вычисления, в том числе палочки Непера.
- (1619) Построение  удивительной таблицы логарифмов (Mirifici logarithmorum canonis constructio Архивная копия от 30 апреля 2013 на Wayback Machine). Подробно разъясняет технологию расчёта логарифмических таблиц. Написано ранее, чем Описание 1614 года, но при жизни Непер воздерживался от публикации.
- (1839) Искусство логистики (De arte logistica Архивная копия от 4 августа 2020 на Wayback Machine). Издано посмертно дальним потомком Непера, Марком. Под логистикой Непер понимал искусство вычислений.